# 矩陣力學
矩陣力學是量子力學其中一種的表述形式，它是由海森堡、玻恩和约尔当（P. Jordan）於1925年完成的。矩陣力學的思想出發點是針對波耳模型中許多觀點，諸如電子的軌道、頻率等，都不是可以直接觀察的。反之，在實驗中經常接觸到的是光譜線的頻率、強度、偏極化，以及能階。海森堡計劃創造一個理論，只是用光譜線的頻率、強度、偏極化等觀念。他的做法是受到愛因斯坦在相對論中對時間、空間作“操作定義”分析的影響。

一般來說，基於薛丁格方程的線性代數形式，矩陣力學會將哈密頓量表述為矩陣，能量則為特徵值。物理學家也可以從分析哈密頓矩陣而提取有關能階、量子數等資訊，為原子物理等特定領域提供了一種研究途徑。

## 矩陣力學的基本假定
凡是矩陣力學，皆可建於以下的假定：
1. 所有的物理量，均以厄米矩陣表之。一個物理系統的哈密頓函數 {\displaystyle \mathbf {H} \,} 是廣義坐標矩陣 {\displaystyle \mathbf {Q} \,} 及其共軛動量矩陣 {\displaystyle \mathbf {P} \,} 的函數。
2. 一個物理量 {\displaystyle \mathbf {F} \,} 的觀察值，是該矩陣的本徵值 {\displaystyle f_{{n_{1}}{n_{2}}}\,} 。而能量 {\displaystyle E_{{n_{1}}{n_{2}}}\,} 是哈密頓函數 {\displaystyle \mathbf {H} \,} 的本徵值。
3. 一個物理系統的廣義坐標矩陣及其共軛動量矩陣滿足以下的對易關係，亦稱為強量子條件：{\displaystyle \mathbf {PQ} -\mathbf {QP} ={\hbar  \over i}\mathbf {I} \,} {\displaystyle \mathbf {I} \,} 為單位矩陣。
4. 一個物理系統（如原子）的頻率 {\displaystyle \nu _{{n_{1}}{n_{2}}}\,}，由頻率條件定之：

## 對易關係的思想來源
{\displaystyle h\nu _{{n_{1}}{n_{2}}}=E_{{n_{1}}{n_{1}}}-E_{{n_{2}}{n_{2}}}\,} 這個條件是由波耳的頻率條件直接得來；但對易關係是如何引進的呢?如何得知新的力學形式是用矩陣去表達的呢?
其實海森堡的思想來源是先來自週期系統的解；週期系統的解全都可用傅立葉級數去展示：
在此的 {\displaystyle q_{n}={\frac {1}{2}}(a_{n}-ib_{n})\,}, {\displaystyle q_{-n}=q_{n}^{*}\,}。
傅立葉級數有一個特點，就是對它進行運算，例如相加、相乘或微分，都不會產生除了{\displaystyle n\nu \,(n=1,2,\cdots )\,}以外的新頻率系列。
但原子系統的頻率是不能用傅立葉級數去表示，而是有一個叫里茲組合原則的經驗關係：
如果頻率能表示為經驗項之差（如氫原子的里德伯公式）：
里茲組合原則即可滿足，而在這裡原子系統形成一個“二維”的系統；對於頻率的“二維”本性，海森堡用“二維”的廣義坐標
去取代傅立葉分量 {\displaystyle q_{n}e^{2\pi in\nu t}\,}。而為了模擬傅立葉級數，要求“二維”數集有以下關係：
至於譜線 {\displaystyle \nu _{{n_{1}}{n_{2}}}\,} 的幅度及偏振分別由 {\displaystyle |q_{{n_{1}}{n_{2}}}|^{2}\,} 及 {\displaystyle q_{{n_{1}}{n_{2}}}\,} 複數的相位去表示。從里茲組合原則及對應原理，可以知道這類“二維”數集的乘法規則是：
以使“二維”數集的運算，都不會產生 {\displaystyle \nu _{{n_{1}}{n_{2}}}\,} 以外的新頻率，如
海森堡只憑這些結果，就能得到諧振子的零點能是 {\displaystyle {\frac {1}{2}}h\nu \,}，但計算其間要多次運用對應原理，先引入波耳-索末菲量子條件 {\displaystyle J=\oint p\,dq=nh\,}，利用經典物理去估算量子物理的結果。
接著海森堡將他的結果轉寄給玻恩，玻恩對於這些“二維”數集初時亦大感不解，後來他便意識到這些數集的運算與一個矩陣的運算是一模一樣的，於是玻恩便與海森堡和約爾丹開展矩陣力學的建立。
首先，任何兩個矩陣的乘法是不對易的：
所以一個物理系統的廣義坐標矩陣及其共軛動量滿矩陣的乘積是不對易的：
那麼這個乘積會等於甚麼呢？其實這個乘積等於甚麼可從波耳-索末菲量子條件 {\displaystyle J=\oint p\,dq=nh\,} 加上對應原理預示出來。
對於任何週期系統，作用量有：
如 {\displaystyle p,\quad q\,} 都使用傅立葉級數表示，就有：
所以 {\displaystyle 1={\frac {\partial J}{\partial J}}=-2\pi i\sum _{\tau =-\infty }^{\infty }\tau {\frac {\partial }{\partial J}}p_{\tau }q_{-\tau }\,}。
在波耳-索末菲的理論中，作用量被量子化：
況且 {\displaystyle \Delta J=(\Delta n)h=\tau h,\quad \tau \equiv \Delta n\,}。
由對應原理可知，經典理論的任何一個物理量 {\displaystyle F\,} 的導數 {\displaystyle {\frac {\partial F}{\partial J}}\,}，在量子理論中可用  {\displaystyle {\frac {\Delta F}{\Delta J}}={\frac {\Delta F}{\tau h}}\,}，所以 {\displaystyle {\frac {\partial }{\partial J}}p_{\tau }q_{-\tau }\,} 可用 {\displaystyle {\frac {1}{\tau h}}\Delta (p_{\tau }q_{-\tau })\,} 替代，在新的理論中又可用 {\displaystyle \mathbf {P} ,\mathbf {Q} \,} 表達式替代，即
將此代入上述的 {\displaystyle 1={\frac {\partial J}{\partial J}}=-2\pi i\sum _{\tau =-\infty }^{\infty }\tau {\frac {\partial }{\partial J}}p_{\tau }q_{-\tau }\,}，他們就得到關係式：
這可用矩陣重新寫成：
他們便作以下的假定：一個物理系統的廣義坐標矩陣及其共軛動量矩陣滿足以下的對易關係：
{\displaystyle \mathbf {I} \,} 為單位矩陣。
注意，千萬不要以為對易關係能用波耳-索末菲量子條件「推導」出來，更不要以為它可從經典物理推導出來，總之，對易關係是一個全新的假定，只有實驗才能確認它的真實性。

## 海森堡運動方程式及量子泊松括號
根據上文的對易關係，如果有一個矩陣函數(哈密頓函數) {\displaystyle \mathbf {H} =\mathbf {H} (\mathbf {Q} ,\mathbf {P} )\,}，我們有以下的關係：

## 矩阵力学与波动力学等价性说明
在此，采用狄拉克矢量记号。量子力学基本方程是
{\displaystyle {\hat {H}}|\psi \rangle =E|\psi \rangle }
薛定谔的波动力学就是（薛定谔绘景下）坐标空间表象下的上述方程，即
{\displaystyle \langle x|{\hat {H}}|x'\rangle \langle x'|\psi \rangle =E\langle x|\psi \rangle \quad \Leftrightarrow \quad \left[-{\frac {\hbar ^{2}}{2m}}\nabla ^{2}+V(\mathbf {r} )\right]\psi (\mathbf {r} )=E\psi (\mathbf {r} )}
海森堡的矩阵力学一般说来就是能量表象下的方程，即
{\displaystyle \langle E'|{\hat {H}}|E''\rangle \langle E''|\psi \rangle =E\langle E'|\psi \rangle }
两者只是表象不同，自然是等价的。